# Оскар (кинопремия, 1989)
61-я церемония вручения наград премии «Оскар» за заслуги в области кинематографа за 1988 год прошла 29 марта 1989 года в Shrine Auditorium (Лос-Анджелес, Калифорния).

## Фильмы, получившие несколько номинаций
| Фильм                           | номинации | награды |
| ------------------------------- | --------- | ------- |
| • Человек дождя                 | 8         | 4       |
| • Опасные связи                 | 7         | 3       |
| • Миссисипи в огне              | 7         | 1       |
| • Кто подставил кролика Роджера | 6         | 3 + 1   |
| • Деловая девушка               | 6         | 1       |
| • Гориллы в тумане              | 5         | -       |
| • Турист поневоле               | 4         | 1       |
| • Крепкий орешек                | 4         | -       |
| • Рыбка по имени Ванда          | 3         | 1       |
| • Такер: Человек и его мечта    | 3         | -       |
| • Пелле-завоеватель             | 2         | 1       |
| • Большой                       | 2         | -       |
| • Крошка Доррит / Little Dorrit | 2         | -       |
| • Бег на месте                  | 2         | -       |
| • Невыносимая лёгкость бытия    | 2         | -       |
| • Поездка в Америку             | 2         | -       |
| • Уиллоу                        | 2         | -       |

## Список лауреатов и номинантов
★ Победители выделены отдельным цветом. 

### Основные категории
| Категории                                                  | Лауреаты и номинанты                                                                                         | Лауреаты и номинанты                                                            |
| ---------------------------------------------------------- | --- | ------------------------------------------------------------------------------- |
| Лучший фильм                                               | ★ Человек дождя / Rain Man (продюсер: Марк Джонсон)                                                          | ★ Человек дождя / Rain Man (продюсер: Марк Джонсон)                             |
| Лучший фильм                                               | • Турист поневоле / The Accidental Tourist (продюсеры: Лоуренс Кэздан, Чарльз Окун и Майкл Грилло)           |                                                                                 |
| Лучший фильм                                               | • Опасные связи / Dangerous Liaisons (продюсеры: Норма Хеймэн и Хэнк Мунджин)                                |                                                                                 |
| Лучший фильм                                               | • Миссисипи в огне / Mississippi Burning (продюсеры: Фредерик Золло и Роберт Ф. Коулсберри)                  |                                                                                 |
| Лучший фильм                                               | • Деловая девушка / Working Girl (продюсер: Дуглас Уик)                                                      |                                                                                 |
| Лучший режиссёр                                            | | ★ Барри Левинсон за фильм «Человек дождя»                                       |
| Лучший режиссёр                                            | • Чарльз Крайтон — «Рыбка по имени Ванда»                                                                    |                                                                                 |
| Лучший режиссёр                                            | • Мартин Скорсезе — «Последнее искушение Христа»                                                             |                                                                                 |
| Лучший режиссёр                                            | • Алан Паркер — «Миссисипи в огне»                                                                           |                                                                                 |
| Лучший режиссёр                                            | • Майк Николс — «Деловая девушка»                                                                            |                                                                                 |
| Лучший актёр                                               | | ★ Дастин Хоффман — «Человек дождя» (за роль Рэймонда Бэббита)                   |
| Лучший актёр                                               | • Джин Хэкмен — «Миссисипи в огне» (за роль Руперта Андерсона)                                               |                                                                                 |
| Лучший актёр                                               | • Том Хэнкс — «Большой» (за роль Джоша Баскина)                                                              |                                                                                 |
| Лучший актёр                                               | • Эдвард Джеймс Олмос — «Выстоять и сделать» (за роль Хайме Эскаланте)                                       |                                                                                 |
| Лучший актёр                                               | • Макс фон Сюдов — «Пелле-завоеватель» (за роль Лассе Карлссона)                                             |                                                                                 |
| Лучшая актриса                                             | | ★ Джоди Фостер — «Обвиняемые» (за роль Сары Тобиас)                             |
| Лучшая актриса                                             | • Гленн Клоуз — «Опасные связи» (за роль маркизы Изабель де Мертей)                                          |                                                                                 |
| Лучшая актриса                                             | • Мелани Гриффит — «Деловая девушка» (за роль Тесс МакГилл)                                                  |                                                                                 |
| Лучшая актриса                                             | • Мерил Стрип — «Крик в темноте» (за роль Линди Чемберлен)                                                   |                                                                                 |
| Лучшая актриса                                             | • Сигурни Уивер — «Гориллы в тумане» (за роль Дайан Фосси)                                                   |                                                                                 |
| Лучший актёр второго плана                                 | | ★ Кевин Клайн — «Рыбка по имени Ванда» (за роль Отто Веста)                     |
| Лучший актёр второго плана                                 | • Алек Гиннесс — «Крошка Доррит» (за роль Уильяма Доррита)                                                   |                                                                                 |
| Лучший актёр второго плана                                 | • Мартин Ландау — «Такер: Человек и его мечта» (за роль Эйба)                                                |                                                                                 |
| Лучший актёр второго плана                                 | • Ривер Феникс — «Бег на месте» (за роль Дэнни Поупа)                                                        |                                                                                 |
| Лучший актёр второго плана                                 | • Дин Стоквелл — «Замужем за мафией» (за роль Тони «Тигра» Руссо)                                            |                                                                                 |
| Лучшая актриса второго плана                               | | ★ Джина Дэвис — «Турист поневоле» (за роль Мюриэл Притчетт)                     |
| Лучшая актриса второго плана                               | • Джоан Кьюсак — «Деловая девушка» (за роль Синтии)                                                          |                                                                                 |
| Лучшая актриса второго плана                               | • Фрэнсис Макдорманд — «Миссисипи в огне» (за роль миссис Пелл)                                              |                                                                                 |
| Лучшая актриса второго плана                               | • Мишель Пфайффер — «Опасные связи» (за роль мадам Мари де Турвель)                                          |                                                                                 |
| Лучшая актриса второго плана                               | • Сигурни Уивер — «Деловая девушка» (за роль Кэтрин Паркер)                                                  |                                                                                 |
| Лучший сценарий, созданный непосредственно для экранизации | ★ Рональд Басс и Бэрри Морроу — «Человек дождя»                                                              | ★ Рональд Басс и Бэрри Морроу — «Человек дождя»                                 |
| Лучший сценарий, созданный непосредственно для экранизации | • Гэри Росс и Энн Спилберг — «Большой»                                                                       |                                                                                 |
| Лучший сценарий, созданный непосредственно для экранизации | • Рон Шелтон — «Дархэмский бык»                                                                              |                                                                                 |
| Лучший сценарий, созданный непосредственно для экранизации | • Джон Клиз и Чарльз Крайтон — «Рыбка по имени Ванда»                                                        |                                                                                 |
| Лучший сценарий, созданный непосредственно для экранизации | • Наоми Фонер — «Бег на месте»                                                                               |                                                                                 |
| Лучший адаптированный сценарий                             | ★ Кристофер Хэмптон — «Опасные связи» (по одноимённому роману Шодерло де Лакло)                              | ★ Кристофер Хэмптон — «Опасные связи» (по одноимённому роману Шодерло де Лакло) |
| Лучший адаптированный сценарий                             | • Фрэнк Галати и Лоуренс Кэздан — «Турист поневоле» (по роману Энн Тайлер «The Accidental Tourist»)          |                                                                                 |
| Лучший адаптированный сценарий                             | • Анна Гамильтон Фелан и Тэб Мёрфи — «Гориллы в тумане» (по статье Гарольда Т. П. Хэйеса)                    |                                                                                 |
| Лучший адаптированный сценарий                             | • Кристин Эдзард — «Крошка Доррит» (по одноимённому роману Чарльза Диккенса)                                 |                                                                                 |
| Лучший адаптированный сценарий                             | • Жан-Клод Каррьер и Филип Кауфман — «Невыносимая лёгкость бытия» (по одноимённому роману Милана Кундеры)    |                                                                                 |
| Лучший фильм на иностранном языке                          | ★ Пелле-завоеватель / Pelle Erobreren (Дания) реж. Билле Аугуст                                              | ★ Пелле-завоеватель / Pelle Erobreren (Дания) реж. Билле Аугуст                 |
| Лучший фильм на иностранном языке                          | • Хануссен / Hanussen (Венгрия) реж. Иштван Сабо                                                             |                                                                                 |
| Лучший фильм на иностранном языке                          | • Учитель музыки / Le Maître de musique (Бельгия) реж. Жерар Корбио                                          |                                                                                 |
| Лучший фильм на иностранном языке                          | • Салям, Бомбей! / Salaam Bombay! / सलाम बॉम्बे! (Индия) реж. Мира Наир                                          |                                                                                 |
| Лучший фильм на иностранном языке                          | • Женщины на грани нервного срыва / Mujeres al borde de un ataque de nervios (Испания) реж. Педро Альмодовар |                                                                                 |

### Другие категории
| Категории                                    | Лауреаты и номинанты | Лауреаты и номинанты                                                                                |
| -------------------------------------------- | --- | --------------------------------------------------------------------------------------------------- |
| Лучшая музыка: Оригинальный саундтрек        | Дейв Грузин | ★ Дейв Грусин — «Война на бобовом поле Милагро»                                                     |
| Лучшая музыка: Оригинальный саундтрек        | Дейв Грузин | • Джон Уильямс — «Турист поневоле»                                                                  |
| Лучшая музыка: Оригинальный саундтрек        | Дейв Грузин | • Джордж Фентон — «Опасные связи»                                                                   |
| Лучшая музыка: Оригинальный саундтрек        | Дейв Грузин | • Морис Жарр — «Гориллы в тумане»                                                                   |
| Лучшая музыка: Оригинальный саундтрек        | Дейв Грузин | • Ханс Циммер — «Человек дождя»                                                                     |
| Лучшая песня к фильму                        | ★ Let the River Run — «Деловая девушка» — музыка и слова: Карли Саймон                                                                                                   | ★ Let the River Run — «Деловая девушка» — музыка и слова: Карли Саймон                              |
| Лучшая песня к фильму                        | • Calling You — «Кафе „Багдад“» — музыка и слова: Боб Телсон | |
| Лучшая песня к фильму                        | • Two Hearts — «Бастер» — музыка: Ламон Дозье, слова: Фил Коллинз | |
| Лучший монтаж                                | ★ Артур Шмидт — «Кто подставил кролика Роджера» | ★ Артур Шмидт — «Кто подставил кролика Роджера»                                                     |
| Лучший монтаж                                | • Фрэнк Дж. Уриосте, Джон Ф. Линк — «Крепкий орешек» | |
| Лучший монтаж                                | • Стюарт Бейрд — «Гориллы в тумане» | |
| Лучший монтаж                                | • Джерри Хэмблинг — «Миссисипи в огне» | |
| Лучший монтаж                                | • Стью Линдер — «Человек дождя» | |
| Лучшая операторская работа                   | ★ Питер Бижу — «Миссисипи в огне» | ★ Питер Бижу — «Миссисипи в огне»                                                                   |
| Лучшая операторская работа                   | • Джон Сил — «Человек дождя» | |
| Лучшая операторская работа                   | • Конрад Л. Холл — «Пьяный рассвет» | |
| Лучшая операторская работа                   | • Свен Нюквист — «Невыносимая лёгкость бытия» | |
| Лучшая операторская работа                   | • Дин Канди — «Кто подставил кролика Роджера» | |
| Лучшая работа художника                      | ★ Стюарт Крэйг (постановщик), Жерар Джеймс (декоратор) — «Опасные связи»                                                                                                 | ★ Стюарт Крэйг (постановщик), Жерар Джеймс (декоратор) — «Опасные связи»                            |
| Лучшая работа художника                      | • Альберт Бреннер (постановщик), Гаррет Льюис (декоратор) — «На пляже»                                                                                                   | |
| Лучшая работа художника                      | • Ида Рэндом (постановщик), Линда Дессенна (декоратор) — «Человек дождя»                                                                                                 | |
| Лучшая работа художника                      | • Дин Тавуларис (постановщик), Армин Ганз (декоратор) — «Такер: Человек и его мечта»                                                                                     | |
| Лучшая работа художника                      | • Эллиот Скотт (постановщик), Питер Хоуитт (декоратор) — «Кто подставил кролика Роджера»                                                                                 | |
| Лучший дизайн костюмов                       | ★ Джеймс Эчесон — «Опасные связи» | ★ Джеймс Эчесон — «Опасные связи»                                                                   |
| Лучший дизайн костюмов                       | • Дебора Нэдулмэн — «Поездка в Америку» | |
| Лучший дизайн костюмов                       | • Джейн Робинсон — «Пригоршня праха» | |
| Лучший дизайн костюмов                       | • Патриция Норрис — «Закат» | |
| Лучший дизайн костюмов                       | • Милена Канонеро — «Такер: Человек и его мечта» | |
| Лучший звук                                  | ★ Лес Фрешольц, Дик Александр, Верн Пур, Уилли Д. Бёртон — «Птица» | ★ Лес Фрешольц, Дик Александр, Верн Пур, Уилли Д. Бёртон — «Птица»                                  |
| Лучший звук                                  | • Дон Дж. Бассман, Кевин Ф. Клири, Ричард Овертон, Эл Овертон мл. — «Крепкий орешек»                                                                                     | |
| Лучший звук                                  | • Энди Нельсон, Брайан Сандерс, Питер Хэндфорд — «Гориллы в тумане» | |
| Лучший звук                                  | • Роберт Дж. Литт, Эллиот Тайсон, Рик Клайн, Дэнни Майкл — «Миссисипи в огне»                                                                                            | |
| Лучший звук                                  | • Роберт Кнадсон, Джон Бойд, Don Digirolamo, Тони Доу — «Кто подставил кролика Роджера»                                                                                  | |
| Лучший монтаж звуковых эффектов              | ★ Чарльз Л. Кэмпбелл, Луис Л. Эдеманн — «Кто подставил кролика Роджера»                                                                                                  | ★ Чарльз Л. Кэмпбелл, Луис Л. Эдеманн — «Кто подставил кролика Роджера»                             |
| Лучший монтаж звуковых эффектов              | • Стивен Хантер Флик, Ричард Шорр — «Крепкий орешек» | |
| Лучший монтаж звуковых эффектов              | • Бен Бёрт, Ричард Химнс — «Уиллоу» | |
| Лучшие визуальные эффекты                    | ★ Кен Ралстон, Ричард Уильямс, Эд Джонс, Джордж Гиббс — «Кто подставил кролика Роджера»                                                                                  | ★ Кен Ралстон, Ричард Уильямс, Эд Джонс, Джордж Гиббс — «Кто подставил кролика Роджера»             |
| Лучшие визуальные эффекты                    | • Ричард Эдланд, Эл Ди Сарро, Брент Боатс, Тейн Моррис — «Крепкий орешек»                                                                                                | |
| Лучшие визуальные эффекты                    | • Деннис Мьюрен, Майкл Дж. МакАлистер, Фил Типпетт, Кристофер Эванс — «Уиллоу»                                                                                           | |
| Лучший грим                                  | ★ Ве Нилл, Стив Лапорте, Роберт Шорт — «Битлджус» | ★ Ве Нилл, Стив Лапорте, Роберт Шорт — «Битлджус»                                                   |
| Лучший грим                                  | • Рик Бейкер — «Поездка в Америку» | |
| Лучший грим                                  | • Том Бурман, Bari Dreiband-Burman — «Новая рождественская сказка» | |
| Лучший документальный полнометражный фильм   | ★ Отель Терминус: Время и жизнь Клауса Барби / Hôtel Terminus (продюсер: Марсель Офюльс)                                                                                 | ★ Отель Терминус: Время и жизнь Клауса Барби / Hôtel Terminus (продюсер: Марсель Офюльс)            |
| Лучший документальный полнометражный фильм   | • Крик разума: Бэйерс Нод — Откровенные высказывания африканцев / The Cry of Reason: Beyers Naude — An Afrikaner Speaks Out (продюсеры: Роберт Билхеимер и Рональд Микс) | |
| Лучший документальный полнометражный фильм   | • Давайте потеряемся / Let’s Get Lost (продюсеры: Брюс Вебер и Нэн Буш)                                                                                                  | |
| Лучший документальный полнометражный фильм   | • Сдержать обещания / Promises to Keep (продюсер: Ginny Durrin) | |
| Лучший документальный полнометражный фильм   | • Кто убил Винсента Чина? / Who Killed Vincent Chin? (продюсеры: Renee Tajima-Pena и Кристин Чой)                                                                        | |
| Лучший документальный короткометражный фильм | ★ Ты не сталкивался со смертью / You Don’t Have to Die (продюсеры: Билл Гуттентаг и Малкольм Кларк)                                                                      | ★ Ты не сталкивался со смертью / You Don’t Have to Die (продюсеры: Билл Гуттентаг и Малкольм Кларк) |
| Лучший документальный короткометражный фильм | • Детские сокровища / The Children’s Storefront (продюсер: Карен Гудман)                                                                                                 | |
| Лучший документальный короткометражный фильм | • Семейное собрание / Family Gathering (продюсеры: Lise Yasui и Ann Tegnell)                                                                                             | |
| Лучший документальный короткометражный фильм | • Банда полицейских / Gang Cops (продюсеры: Томас Б. Флеминг и Дэниэл Маркс)                                                                                             | |
| Лучший документальный короткометражный фильм | • Портрет Имогена / Portrait of Imogen (продюсеры: Нэнси Хейл и Мэг Патридж)                                                                                             | |
| Лучший игровой короткометражный фильм        | ★ Свидание Дэнниса Дженнингса / The Appointments of Dennis Jennings (Дин Паризо и Стивен Райт)                                                                           | ★ Свидание Дэнниса Дженнингса / The Appointments of Dennis Jennings (Дин Паризо и Стивен Райт)      |
| Лучший игровой короткометражный фильм        | • Кадиллак мечты / Cadillac Dreams (Matia Karrell и Abbee Goldstein) | |
| Лучший игровой короткометражный фильм        | • Рассказы Гуллы / Gullah Tales (George DeGolian и Гари Мосс) | |
| Лучший анимационный короткометражный фильм   | ★ Оловянная игрушка / Tin Toy (Джон Лассетер и Уильям Ривз) | ★ Оловянная игрушка / Tin Toy (Джон Лассетер и Уильям Ривз)                                         |
| Лучший анимационный короткометражный фильм   | • Возвращение кота / The Cat Came Back (Корделл Баркер) | |
| Лучший анимационный короткометражный фильм   | • Технологическая угроза / Technological Threat (Билл Кройер и Брайан Дженнингс)                                                                                         | |

### Специальные награды
| Награда                                                         | Лауреаты |
| --------------------------------------------------------------- | --- |
| Премия за особые достижения                                     | ★ Ричард Уильямс — «Кто подставил кролика Роджера» — за режиссуру анимации и создание анимационных персонажей. |
| Премия за выдающиеся заслуги в кинематографе (Почётный «Оскар») | ★ Национальный совет по кинематографии Канады (National Film Board of Canada) — в знак признания пятидесятой годовщины со дня основания Совета и его приверженности развитию художественной, творческой и технологической активности и совершенства во всех областях кинопроизводства. |
| Премия за выдающиеся заслуги в кинематографе (Почётный «Оскар») | ★ Eastman Kodak Co. — в знак признания фундаментального вклада в развитие киноискусства и кинотехники в течение всего первого века истории кино. (in recognition of the company’s fundamental contributions to the art of motion pictures during the first century of film history.)   |
| Награда имени Гордона Сойера                                    | ★ Гордон Генри Кук |

## Научно-технические награды
| Категории                        | Лауреаты |
| -------------------------------- | --- |
| Academy Award of Merit           | • Рэй Долби, Джоан Аллен (Dolby Laboratories) — за их продолжающийся вклад в дело развития звукотехники. (for their continuous contributions to motion picture sound.) |
| Scientific and Engineering Award | • Рой У. Эдвардс (Инженерный состав Photo-Sonics Inc.) — за проектирование и разработку высокоскоростного киноаппарата Photo-Sonics 35m-4ER с функциями просмотра Reflex Viewing и Video Assist. |
| Scientific and Engineering Award | • Инженеры Arnold & Richter компаний Otto Blaschek и Arriflex Corp. — за концепцию и разработку кинокамеры Arriflex 35-III. |
| Scientific and Engineering Award | • Билл Тондро (Tondreau Systems), Алва Дж. Миллер, Пол Д. Джонсон (Lynx Robotics), Питер Регла (Elicon), Дэн Слейтер, Бад Элам, Джо Паркер, Билли Брайан (Interactive Motion Central), Джерри Джеффресс, Рэй Фини, Билл Холланд, Крис Браун — за их личный вклад и коллективные достижения, которые они привнесли в киноиндустрию в области технологии управления движением. |
| Technical Achievement Award      | • Грант Лукс (Alan Gordon Enterprises), Джеффри Х. Уильямсон (Wilcam) — за концепцию дизайна (Лукс) и механическую и электрическую инженерию (Уильямсон) высокоскоростной кинокамеры Image 300 35m. |
| Technical Achievement Award      | • Майкл В. Чуи III — за разработку первого в киноиндустрии устройства для чтения бумаги с использованием микропроцессорной технологии. |
| Technical Achievement Award      | • BHP Inc. – преемник подразделения профессионального оборудования Bell & Howell — за разработку высокоскоростного ридера с использованием микропроцессорной технологии для кинолабораторий. |
| Technical Achievement Award      | • Hollywood Film Co. — за разработку высокоскоростного ридера с использованием микропроцессорной технологии для кинолабораторий. |
| Technical Achievement Award      | • Брюс У. Келлер, Манфред Г. Михельсон (Technical Film Systems) — за проектирование и разработку высокоскоростного регулятора освещенности и источника постоянного тока для кинолабораторий. |
| Technical Achievement Award      | • Антон Лишевич, Гленн М. Берггрен (ISCO-OPTIC GmbH) — за дизайн и разработку серии кинопроекционных объективов Ultra-Star. |
| Technical Achievement Award      | • Джеймс К. Бранч (Spectra Cine), Уильям Л. Блауэрс, Насир Дж. Заиди — за проектирование и разработку точечного 1-градусного точечного измерителя Spectra Cine для измерения яркости киноэкранов. |
| Technical Achievement Award      | • Боб Бадами, Дик Бернштейн, Билл Бернштейн (Offbeat Systems) — за проектирование и разработку системы подсчета очков Streamline, Mark IV, для редактирования музыки к кинофильмам. |
| Technical Achievement Award      | • Гэри Зеллер (Zeller Intl. Ltd.) — за разработку противопожарного барьера Zel-Jel для каскадерской работы в кино. |
| Technical Achievement Award      | • Эмануэль Триллинг (Trilling Resources Ltd.) — за разработку противопожарного барьера Stunt-Gel для каскадерской работы в кино. |
| Technical Achievement Award      | • Пол А. Роос — за изобретение метода, известного как Video Assist, при котором сцену, сфотографированную на кинопленку, можно просмотреть на мониторе и/или записать на видеопленку. |